# Товариство імені Григорія Квітки-Основ'яненка (Харків)
Українське імені Григорія Квітки-Основ'яненка літературно-художньо-етнографічне товариство в Харкові — культурологічне товариство, засноване в Харкові у березні 1912 року. Виконувало функції «Просвіти» в Харкові.
У 1905—1907 роках в ході Першої Російської революції представники української інтелігенції — Д. І. Багалій, М. Ф. Сумцов, Х. Д. Алчевська, М. Ф. Лободовський, М. Д. Пильчиков та інші здійснили спробу заснувати товариство «Просвіта» в Харкові. Для цього було підготовлено статут. Проте відсутність дозволу губернської влади призупинила розвиток просвітянства. Лише у березні 1912 року, з пом'якшенням внутрішньої політики царату, в Харкові вдалося офіційно організувати «Українське імені Г. Квітки-Основ'яненка літературно-мистецько-етнографічне товариство».
Товариство мало на меті вивчати українознавство, для чого заснувало кілька відділів: красного письменства, мистецтва, етнографії. Товариство влаштувало в Харкові лекції з українознавства, проводило вечори українською мовою для молоді. Під керівництвом О. Янати в Природничій Секції його Літературно-Наукового Відділу провадилась термінологічна робота: збирання народних матеріалів (переважно з ботанічної номенклатури) та виписування термінів з літератури. Картотеку товариства 1913 року, після нелегальної наради представників від термінологічних гуртків у Києві, було передано до Українського Наукового Товариства у Києві, яке стало організаційним осередком термінологічної справи. Головними діячами цього товариства були: Кость Бич-Лубенський, Микола Міхновський, Гнат Хоткевич, С. І. Васильківський, С. П. Тимошенко, Я. Є. Довбищенко, Іван Бондаренко та інші.
На базі товариства імені Квітки-Основ'яненка у Харкові було засновано Українське товариство «Просвіта» імені Г. Ф. Квітки-Основ'яненка. Установчі збори харківської «Просвіти» пройшли 10 червня 1917 року за сприяння Харківської української губернської ради та активної участі М. Ф. Сумцова, Г. М. Хоткевича, В. О. Барвінського і Д. І. Багалія.